# Rosa von Praunheim
Rosa von Praunheim, cuyo verdadero nombre es Holger Bernhard Bruno Mischwitzky (25 de noviembre de 1942 en Riga, Letonia), es un escritor y director de cine alemán y está considerado como uno de los principales directores postmodernos de aquel país. Ha realizado más de 150 cortometrajes y largometrajes en más de 50 años y es considerado internacionalmente como uno de los cineastas y activistas LGBTQ más importantes.

## Vida y obra
Von Praunheim nació en 1942 durante la ocupación alemana en la cárcel central de Riga. Su madre biológica murió en 1946 en el hospital psiquiátrico Wittenauer Heilstätten en Berlín. Tras su nacimiento fue entregado en adopción, aunque él solo lo supo después de que su madre adoptiva, Gertrud Mischwitzky, se lo dijera en 2000. El destino de su madre biológica solo lo supo en 2006 tras una larga investigación. Documentó su búsqueda en la película Meine Mütter – Spurensuche in Riga (2007).
Creció como Holger Mischwitzky en Berlín Oriental. En 1953 huyó con su familia al oeste; inicialmente a Renania, posteriormente a Fráncfort del Meno. Realizó sus estudios medios en el Humanistische Gymnasium en Fráncfort, para continuar los superiores en la Hochschule für Gestaltung en Offenbach am Main y más tarde en la Escuela de Bellas Artes en Berlín, en la sección de pintura libre, pero no llegó a finalizar el estudio.
En la década de 1960 debutó con cortos experimentales, como Samuel Beckett (1969), con los que pronto se hizo un nombre. Ese mismo año se casó con la actriz Carla Egerer, conocida como Carla Aulaulu; en 1971 se divorciaron. A mediados de la década tomó el nombre artístico «Rosa von Praunheim», que quería recordar al triángulo rosa que tenían que llevar los hombres homosexuales en los campos de concentración nazis, así como al barrio de Fráncfort Praunheim, donde pasó su juventud.
El primer largometraje de Praunheim es de 1970, Die Bettwurst («La almohada»), convirtiéndose en película de culto; tuvo una continuación en 1973, Berliner Bettwurst. También en 1970 causó sensación con el documental Nicht der Homosexuelle ist pervers, sondern die Situation, in der er lebt, que ha sido considerado por diversos estudiosos alemanes como el inicio del movimiento LGBT moderno en Alemania. Con esta película participó en 1972 en el Documenta 5 en Kassel, en la sección de Filmschau: Anderes Kino.
Además de la homosexualidad, otros temas tratados fueron «mujeres mayores y vitales» (por ejemplo Evelyn Künneke y Lotti Huber) y, desde finales de la década de 1980, la prevención del sida. En 1979 obtuvo el Deutscher Filmpreis por Tally Brown; su Wunderbares Wrodow de 1999 obtuvo el Premio Robert Geisendörfer. En 2008 obtuvo en Osnabrück el XVII Premio Rosa Courage y el Premio de cine de la ciudad Hof.
Von Praunheim provocó un escándalo el 10 de diciembre de 1991, cuando en el programa de televisión de RTL-plus Explosiv – Der heiße Stuhl declaró públicamente que el presentador Alfred Biolek y el cómico Hape Kerkeling eran homosexuales, una acción que posteriormente calificó como «un grito desesperado durante el punto más alto de la crisis del sida», que no repetiría. Las declaraciones provocaron un debate a nivel nacional sobre el outing.
Hasta 2006 fue docente de dirección de cine en la Escuela Superior de Cine y Televisión en Potsdam. El 5 de septiembre de 2008 filmó el segmento sobre el bar con cuarto oscuro Ficken 3000 para el proyecto documental de Volker Heise 24h Berlin – Ein Tag im Leben, que fue emitido exactamente un año después en varias televisiones.
Vive en Berlín con su compañero sentimental Oliver Sechting.

## Publicaciones
- Die Leidenschaften der Rosa von Praunheim – für Sylvia, studio presse hans taeger, Berlín, 1967. 4°, 64 pág.
- con Oh Muvie (Elfi Mikesch): Oh Muvie, Heinrich-Heine Verlag, Streit-Zeit-Bücher, N.º. 5, Frankfurt, 1969.
- Sex und Karriere. Rogner & Bernhard, München, 1976. Ala Taschenbuch; Rowohlt, Reinbek, 1978, ISBN 3-499-14214-7
- Armee der Liebenden oder Aufstand der Perversen. 1979, ISBN 3-88167-046-7
- Gibt es Sex nach dem Tode. Prometh Verlag, 1981, ISBN 3-922009-30-1
- Rote „Liebe“: ein Gespräch mit Helga Goetze.. Prometh Verl., 1982, ISBN 3-922009-47-6
- 50 Jahre pervers. Die sentimentalen Memoiren des Rosa von Praunheim.. Verlag Kiepenheuer & Witsch, Köln, 1993, ISBN 3-462-02476-0
- Folge dem Fieber und tanze: Briefwechsel mit Mario Wirz. Aufbau-Verlag, 1995
- Mein Armloch. Martin Schmitz Verlag, 2002, poesía, ISBN 978-3-927795-36-5 (3-927795-36-4)
- Die Rache der alten dicken Tunte. 2006, libro de fotografía
- Die Bettwurst und meine Tante Lucy. 2006, libro de fotografía
- Rosas Rache: Filme und Tagebücher seit 1960. Martin Schmitz Verlag, 2009, ISBN 978-3-927795-48-8

## Películas (selección)
- 1969: Schwestern der Revolution (20 min.), con Carla Aulaulu, Hannes Flutsch, Luzi Kryn, Alix Buchen, Werner Schroeter, Dietmar Kracht, Eva Suffa, Sven Busch, Steven Adamschweski, Thomas Vassilev y Michel Bolze.
- 1970: Die Bettwurst (81 min.), con Luzi Kryn, Dietmar Kracht y Steven Adamschewski.
- 1970: Nicht der Homosexuelle ist pervers, sondern die Situation, in der er lebt (65 min.), con Bernd Feuerhelm, Berryt Bohlen y Ernst Kuchling.
- 1971: Homosexuelle in New York (12 min.), documental sobre la segunda manifestación del orgullo gay de 1971.
- 1973: Berliner Bettwurst (90 min., versión acortada para televisión 71 min.), con Luzi Kryn y Dietmar Kracht.
- 1973: Axel von Auersperg (70 min.), con Vincent Kluwe, Gundula von Woyna, Evelyn Künneke y Peggy von Schnottgenberg.
- 1977: Der 24. Stock, documental sobre su madre adoptiva Gertrud Mischwitzky y sus vecinos.
- 1977: Tally Brown, New York (80 min.), película sobre la cantante underground de Nueva York.
- 1979: Armee der Liebenden oder Aufstand der Perversen (107 min.), Dokumentarfilm über die Homosexuellenbewegung in den USA, con Grace Jones, John Rechy, Tally Brown (Deutscher Filmpreis 1979).
- 1980: Rote Liebe (80 min.), con Eddie Constantine, Sascha Hammer, Mark Eins, Helga Goetze, Olga Demetriesca, Rose Hammer, Bettina Sukroff, Barbara Gould, Tu Tu, Sarah Pfeiffer, Wieland Speck, Rolf Eden y Mania D.
- 1981: Unsere Leichen leben noch (90 min.), con Lotti Huber, Inka Köhler, Luzi Kryn, Maria Christiana Leven y Madlen Lorei.
- 1983: Stadt der verlorenen Seelen (91 min.), con Jayne County, Angie Stardust, Judith Flex, Gary Miller, Joaquin la Habana, Tara O'Hara, Tron von Hollywood, Manfred Finger, Wolfgang Schumacher, Lorraine Muthke, Helga Goetze y Lotti Huber.
- 1984: Horror vacui (85 min.), con Lotti Huber, Friedrich Steinhauer, Folkert Milster, Tom Vogt e Ingrid van Bergen.
- 1985: Ein Virus kennt keine Moral (82 min.), con Dieter Dicken, Maria Hasenäcker, Christian Kesten, Eva Kurz, Rosa von Praunheim, Regina Rudnick y Günther Thews.
- 1987: Anita – Tänze des Lasters (90 min.), película sobre la bailarina Anita Berber con Lotti Huber, Ina Blum y Mikael Honesseau.
- 1989: Überleben in New York (90 min.), documental sobre la vida de tres jóvenes mujeres alemanas en Nueva York.
- 1991: Stolz und Schwul (45 min.), sobre y con Harry Toste («Straps-Harry»), Kurt von Ruffin y Andreas Meyer-Hanno.
- 1992: Ich bin meine eigene Frau (90 min.), sobre y con Charlotte von Mahlsdorf.
- 1995: Neurosia – 50 Jahre pervers (90 min.) con Désirée Nick, Eva Ebner, Volker Eschke, Ichgola Androgyn, Carsten Hädler, Rosa von Praunheim, Gertrud Mischwitzky y Tima die Göttliche.
- 1997: Schwuler Mut – 100 Jahre Schwulenbewegung, con Ovo Maltine, Friedel von Wangenheim, Carsten Heinze, Alfredo Holz y Chris Glagowski.
- 1999: Der Einstein des Sex (100 min.), película biográfica sobre el sexólogo Magnus Hirschfeld, con Kai Schumann, Friedel von Wangenheim, Ben Becker, Tima die Göttliche y Henning von Berg.
- 1999: Can I Be Your Bratwurst, Please? (29 min.), con Jeff Stryker, Luzi Kryn y Vaginal Davis.
- 1999: Wunderbares Wrodow (79 min.), documental.
- 2000: Für mich gab's nur noch Fassbinder (90 min.), documental sobre la vida y obra de Rainer Werner Fassbinder, con Irm Hermann, Hanna Schygulla, Jeanne Moreau, Barbara Valentin, Harry Baer, Michael Ballhaus y Peer Raben.
- 2001: Tunten lügen nicht (90 min.), documental sobre la vida de cuatro mariquitas en Berlín, con Ovo Maltine y Tima die Göttliche.
- 2002: Kühe vom Nebel geschwängert (89 min.), con el teatro de vagabundos Ratten 07 y habitantes del pueblo de Mecklenburgo Wrodow.
- 2002: Pfui Rosa! (70 min.), autorretrato.
- 2005: Männer, Helden, schwule Nazis (78 min.), documental con Bela Ewald Althans y Jörg Fischer-Aharon.
- 2005: Dein Herz in meinem Hirn (80 min.), largometraje con Martin Molitor y Martin Ontrop
- 2007: Meine Mütter – Spurensuche in Riga.
- 2007: Sechs tote Studenten
- 2008: Tote Schwule – Lebende Lesben, Dokumentation.
- 2008: Der rosa Riese
- 2009: Rosas Höllenfahrt
- 2010: New York Memories (segunda parte de Überleben in New York).